# Kana
A kana a japán szótagírások összefoglaló neve, amelyek különböznek a kandzsitól és a latin ábécétől. Három írásmód tartozik hozzá: a hiragana, a katakana, valamint a kandzsi régi szótagírásos használata, a manjógana, amely a másik kettő ősének tekinthető.
A kana írásmódok a kandzsi egyszerűsítésével alakultak ki. A hiragana jeleit a japán szavak írására használják, míg a később kialakult katakana főként az idegen szavak és külföldi nevek írására szolgál. Mai alakjukat 1900-ban határozták meg, majd az 1946-os reform során két-két jelet töröltek belőlük, így ma mindkettő 46 jelből áll.